# ОШ „Др Драгиша Мишовић” Чачак
ОШ „Др Драгиша Мишовић” Чачак отпочела је са радом 1959. године у делу града који је тада био периферија. Носи име по Драгиши Мишовићу, предратим лекаром и комунистом.
Школа се развијала упоредо са средином у којој се налази, да би данас имала 1096 ученика распоређених у 41 одељења. Настава се одвија само у матичној школи, нема издвојених, ни комбинованих одељења и нема ученика путника.